# Ескалона-дель-Прадо
Ескалона-дель-Прадо (ісп. Escalona del Prado) — муніципалітет в Іспанії, у складі автономної спільноти Кастилія-і-Леон, у провінції Сеговія. Населення — 595 осіб (2010).
Муніципалітет розташований на відстані близько 90 км на північ від Мадрида, 26 км на північ від Сеговії.

## Демографія
Динаміка населення (INE ):